# Mantimme
Mantimme är ett mått på arbetstid. Det används till exempel vid stora projekt. 
Mantimme motsvarar den mängd arbete som utförs av en individ under en arbetstimme. 
Manår är motsvarande den arbetstid som arbetas upp under ett år. Antalet faktiska timmar som en individ arbetar per år varierar medan måttet manår är konstant, vilket medför att ett manår kan avse arbete utfört av fler än en individ under ett år, när dessa inte arbetar fulltid till exempel.
I Sverige anges ofta måttet på antalet arbetade timmar per år till 1 500, men det skulle förutsätta att de som arbetar 40-timmarsveckor är, förutom semester och helgdagar, frånvarande från jobbet nästan två månader per år. Ett bättre mått är 1 800 arbetstimmar per år, vilket det blir med arbetsveckor på 40 timmar, 5 veckors semester, 2 veckor med övriga helgdagar, samt ingen sjukfrånvaro eller tjänstledighet. Dessa arbetstimmar benämns också mantimmar, vilka är måttet för utfört arbete under en timme. Ordet förekommer i Sverige från omkring 1972.
Mindre strikt används mantid (manår, mantimmar) även som motsats till kalendertid.